# 美团打车
美团打车是一款基于分享经济的交通网络车预约平台。隶属于美团点评集团。

## 历史
2017年2月，在江苏南京正式上线；
2018年3月，登陆上海市场；
2019年4月，采取和竞争对手合作模式，接入首汽约车、曹操出行、神州专车等网约车平台；
2019年5月14日，新增15个城市，分别是苏州、杭州、温州、宁波、天津、重庆、西安、成都、郑州、武汉、深圳、长沙、合肥、昆明、广州；
2019年6月5日，再新增10个城市，分别是青岛、无锡、太原、东莞、佛山、福州、厦门、北京、大连、哈尔滨。